# اريك ستيفنسون (سياسي)
اريك ستيفنسون (بالإنجليزية: Eric Stevenson)‏ هو سياسي أمريكي، ولد في 1 سبتمبر 1956 بذا برونكس في الولايات المتحدة. حزبياً، نشط في الحزب الديمقراطي. وقد انتخب عضو جمعية ولاية نيويورك.

## وصلات خارجية
- الموقع الرسمي